# Юго-Восточные Каракумы
Юго-Восточные Каракумы (туркм. Günorta-Gündogar Garagum) — песчаная пустыня на юге Средней Азии, в Туркмении. Является частью пустыни Каракумы.

## География
Располагаются в междуречье Амударьи и Теджена. Граница между Центральными Каракумами и Юго-Восточными проводится условно по железнодорожной линии Теджен — Чарджоу. Юго-Восточные Каракумы достаточно низменные. Абсолютные отметки колеблются в пределах 50—200 м. Характерны ячеисто-грядовые и бугристые полузаросшие пески, песчаные гряды имеют высоту от 3 до 30 м, расстояние между ними 150—200 м, имеются участки барханных песков, в понижениях находятся такыры и солончаки.
В Юго-Восточных Каракумах находится сухое русло древней речной протоки — Келифского Узбоя, значительная часть которого занята Каракумским каналом. Имеется много пресных колодцев, глубина которых до 300 м.

## Полезные ископаемые
Байрам-Алийское газовое месторождение, а также месторождения нефти.

## Достопримечательности
В Юго-Восточных Каракумах расположен Репетекский заповедник.